# Cuaderno de apuntes de Londres (Mozart)
El Cuaderno de apuntes de Londres (en alemán, Londoner Skizzenbuch), K. 15 a-ss (Anh. 109b) es una colección de cuarenta y tres piezas y fragmentos sin título escritos por Wolfgang Amadeus Mozart entre 1764 y 1765 durante su estancia en Londres, en el seno del gran viaje de la familia Mozart.
La mayor parte de las piezas son extremadamente breves, durando normalmente entre cuarenta segundos y un minuto; sin embargo, algunas llegan a alcanzar los cuatro minutos de duración (como, por ejemplo, la KV 15t). De acuerdo con la Neue Mozart-Ausgabe, el uso de este cuaderno no iba destinado a ejercitarse musicalmente, como se pensó en un principio, sino que era utilizado para que el pequeño Mozart practicase en el uso de la pluma y la tinta, con el fin de que pudiese escribir sus piezas sin la ayuda de nadie (pues sus primeras composiciones habían sido puestas por escrito por su padre, Leopold). Además, en el cuaderno aparecen algunas correcciones de Leopold a lápiz.

## Lista de piezas

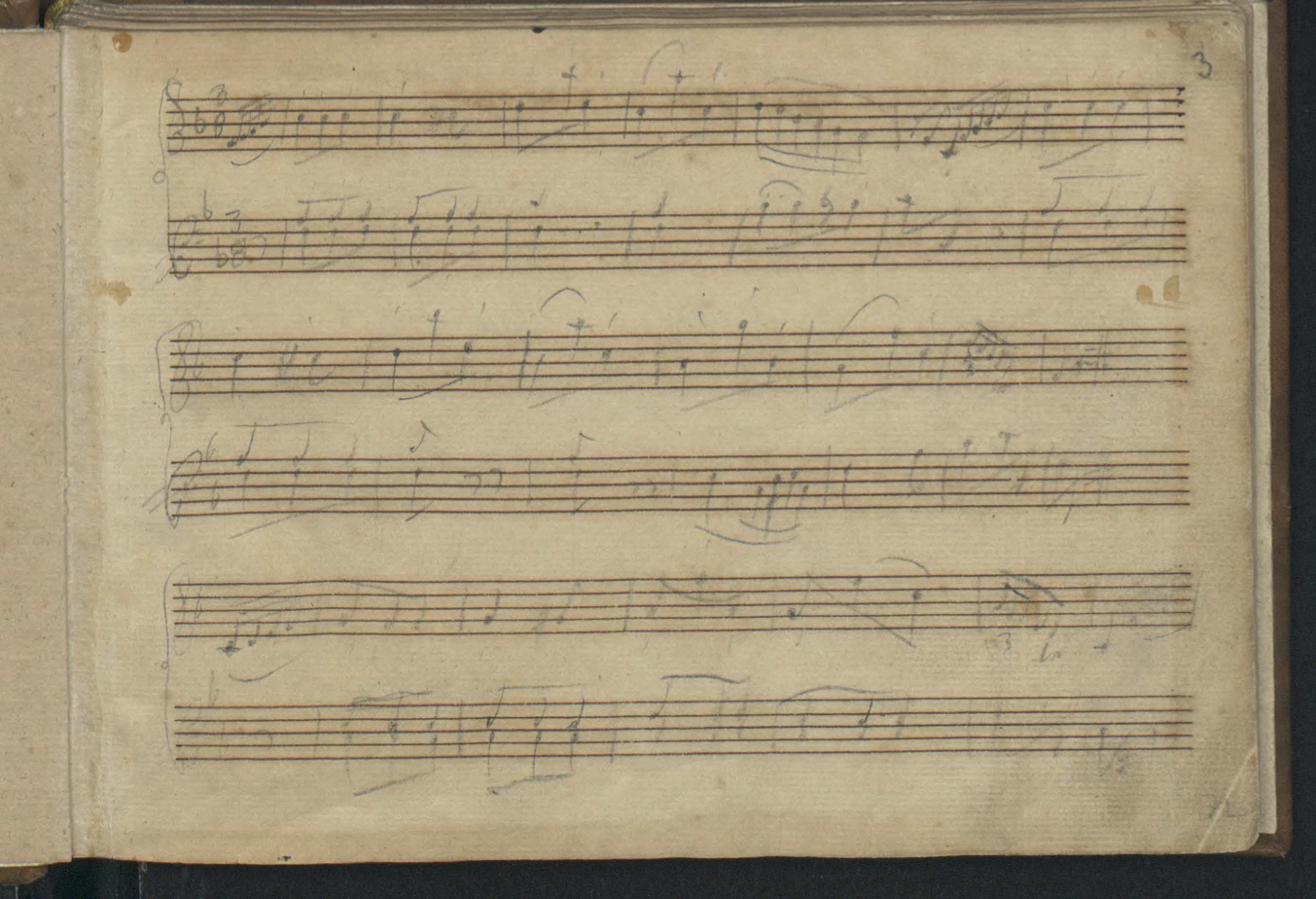
Primera página de música del Londoner Skizzenbuch de Mozart

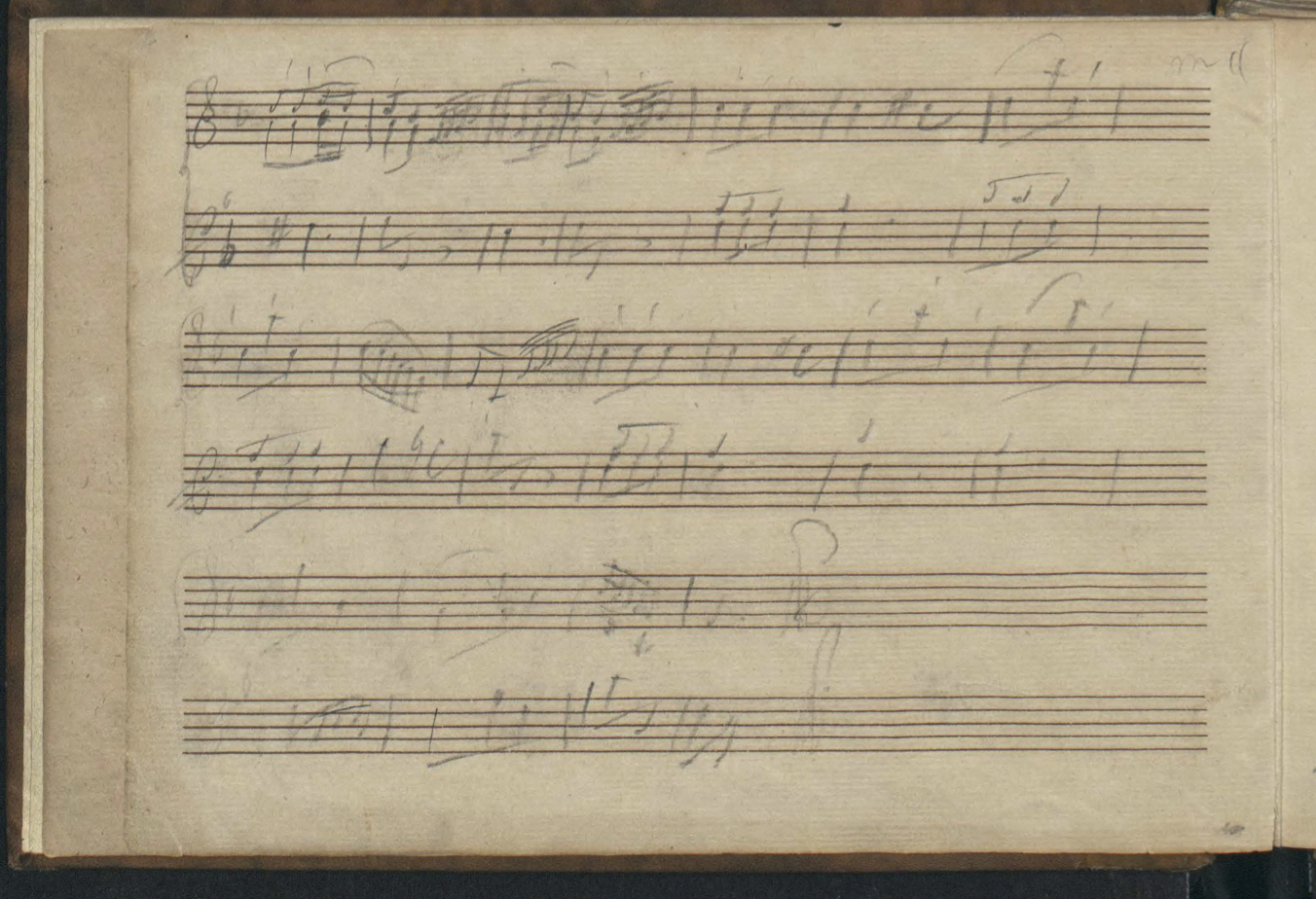
Segunda página

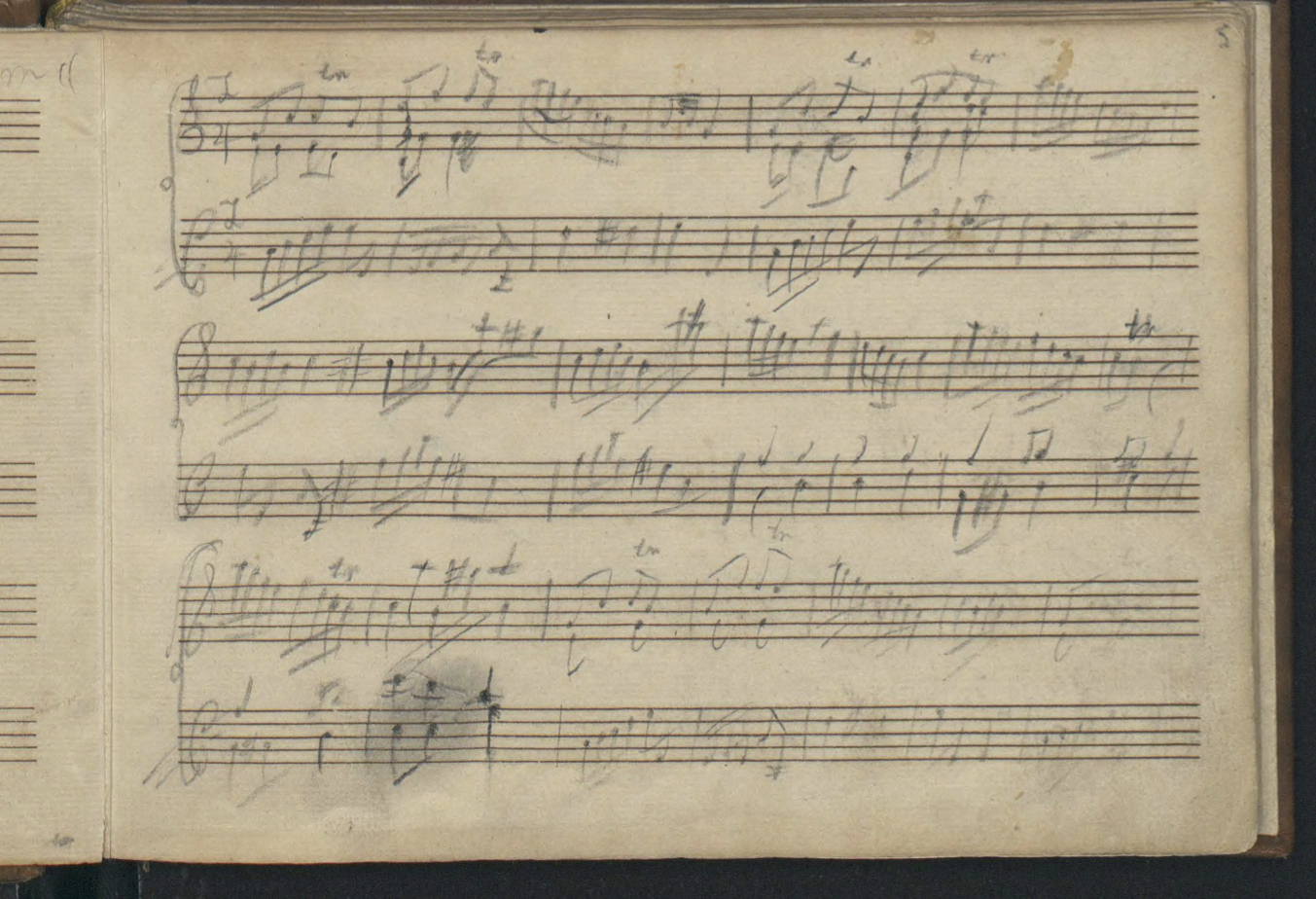
Tercera página

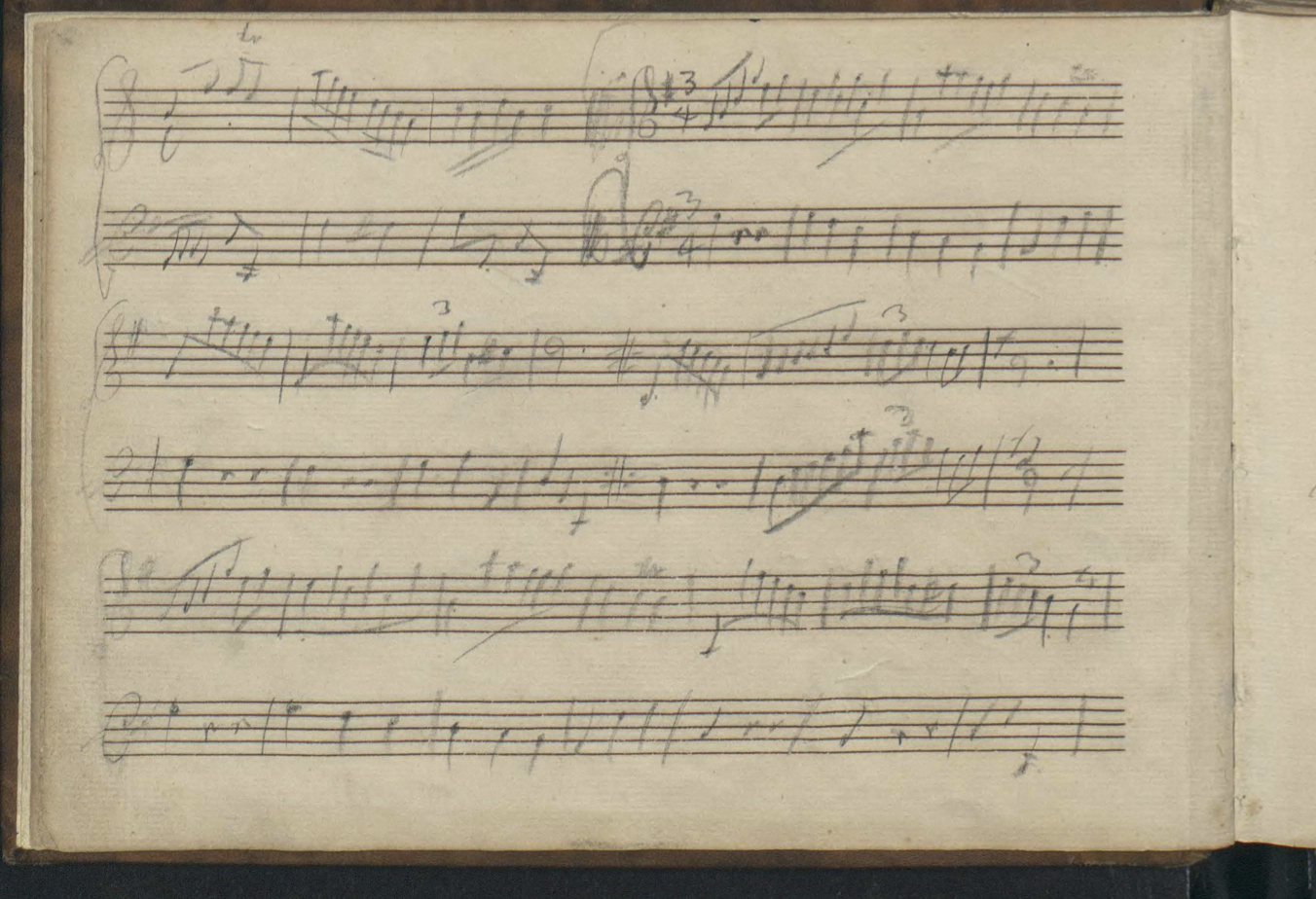
Cuarta página

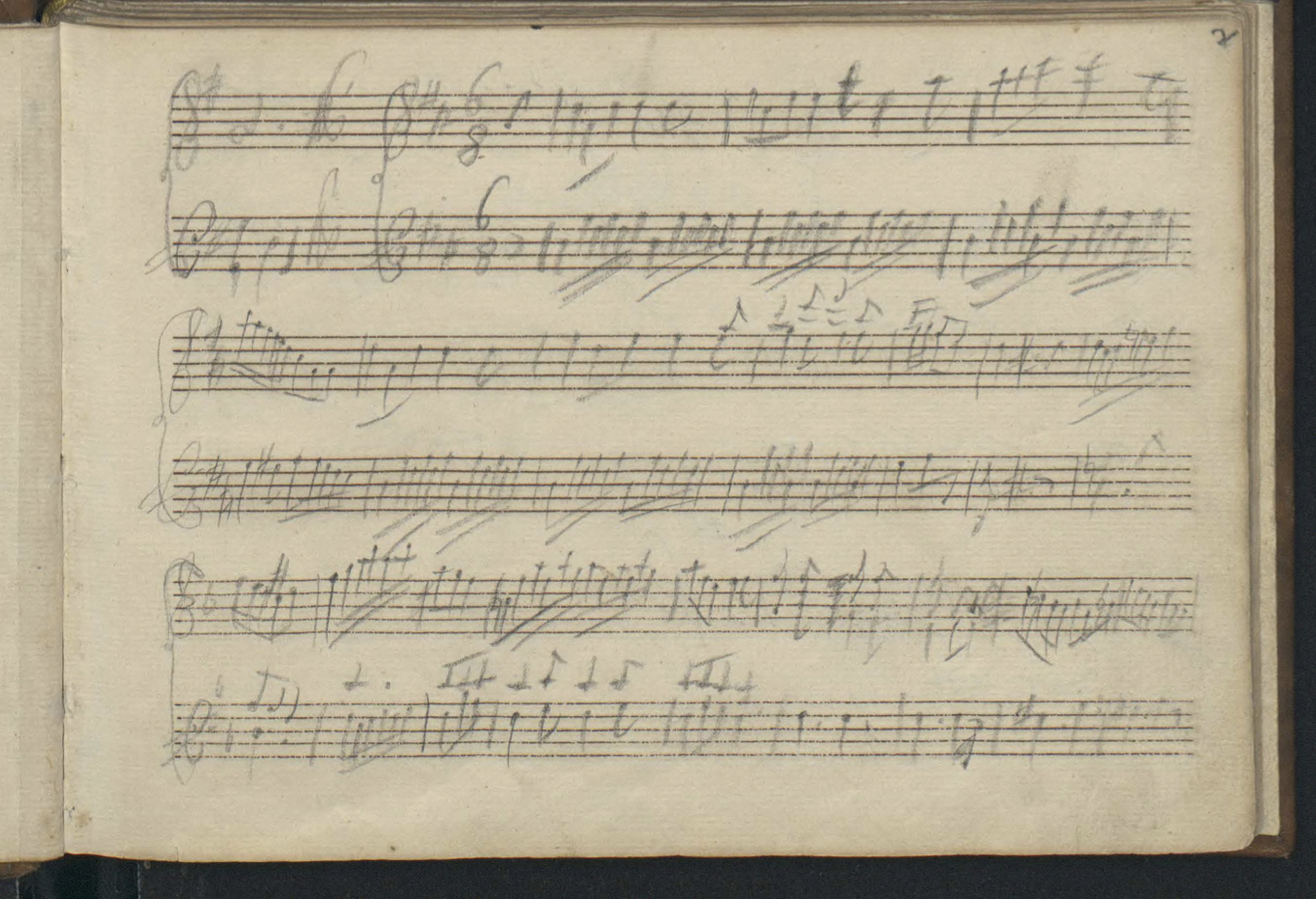
Quinta página

- 15a – Allegretto en fa mayor para teclado
- 15b – Andantino en do mayor para teclado
- 15c – Minuetto en sol mayor para teclado
- 15d – Rondino en re mayor para teclado
- 15e – Contradanza en sol mayor para teclado
- 15f – Minuetto en do mayor para teclado
- 15g – Fantasía (preludio) en sol mayor para órgano o clave
- 15h – Contradanza en fa mayor para teclado
- 15i – Minuetto en la mayor para teclado
- 15k – Minore en la menor para teclado
- 15l – Contradanza en la mayor para teclado
- 15m – Minuetto en fa mayor para teclado
- 15n – Andante en do mayor para teclado
- 15o – Andante en re mayor para teclado
- 15p – Movimiento de una sonata para teclado en sol menor
- 15q – Andante en si bemol mayor para teclado
- 15r – Andante en sol menor para teclado
- 15s – Rondó en do mayor para teclado
- 15t – Movimiento de una sonata para teclado en fa mayor
- 15u – Sicilianos en re menor para teclado
- 15v – Movimiento de una sonata para teclado en fa mayor
- 15w – Alemanda en si bemol mayor para teclado
- 15x – Movimiento de una sonata para teclado en fa mayor
- 15y – Minuetto en sol mayor para teclado
- 15z – Giga en do menor para teclado
- 15aa – Movimiento de una sonata para teclado en si bemol mayor
- 15bb – Movimiento de una sonata para teclado en re mayor
- 15cc – Minuetto en mi bemol mayor para teclado
- 15dd – Andante en la bemol mayor para teclado
- 15ee – Minuetto en mi bemol mayor para teclado
- 15ff – Minuetto en la bemol mayor para teclado
- 15gg – Contradanza en si bemol mayor para teclado
- 15hh – Rondó en fa mayor para teclado
- 15ii – Andante en si bemol mayor para teclado
- 15kk – Movimiento de una sonata para teclado en mi bemol mayor
- 15ll – Presto en si bemol mayor para teclado
- 15mm – Andante en mi bemol mayor para teclado
- 15nn – Movimiento de una sonata para teclado en fa mayor (fragmento)
- 15oo – Danza alemana en fa mayor para teclado
- 15pp – Minuetto en si bemol mayor para teclado
- 15qq – Minuetto en mi bemol mayor para teclado
- 15rr – Minuetto en do mayor para teclado (fragmento)
- 15ss – Fuga en la menor para teclado (fragmento)

## Grabaciones destacadas
Recientemente, se han realizado varias grabaciones de las piezas que componen el cuaderno. Aunque muchas se han realizado sobre el piano o el clave, en 1991, con el lanzamiento de The Complete Mozart Edition, volumen 45, Erik Smith orquestó casi todas las piezas para viento y cuerda. Además de la orquestación, Smith agrupó varias piezas a modo de movimientos de una obra completa: por ejemplo, arregló las KV 15b, 15a y 15f como un único divertimento en do mayor. Hans-Udo Kreuels realizó también una grabación del cuaderno en 2003 y completó dos de las piezas inacabadas, la KV 15rr y la 15ss.